# Олекшицы (Берестовицкий район)
Олекшицы (бел. Алекшыцы) — агрогородок в Берестовицком районе Гродненской области Белоруссии, центр Олекшицкого сельсовета. Население 814 человек (2009).

## География
Олекшицы находятся в 16 км к северо-западу от посёлка Большая Берестовица. Западнее посёлка протекает река Свислочь, в окрестностях — сеть мелиорационных канав на реке. Через Олекшицы проходит автодорога Р99, в Олекшицах от неё ответвляется шоссе Р78 на Волковыск. В 10 км к западу от посёлка проходит граница с Польшей.

## История

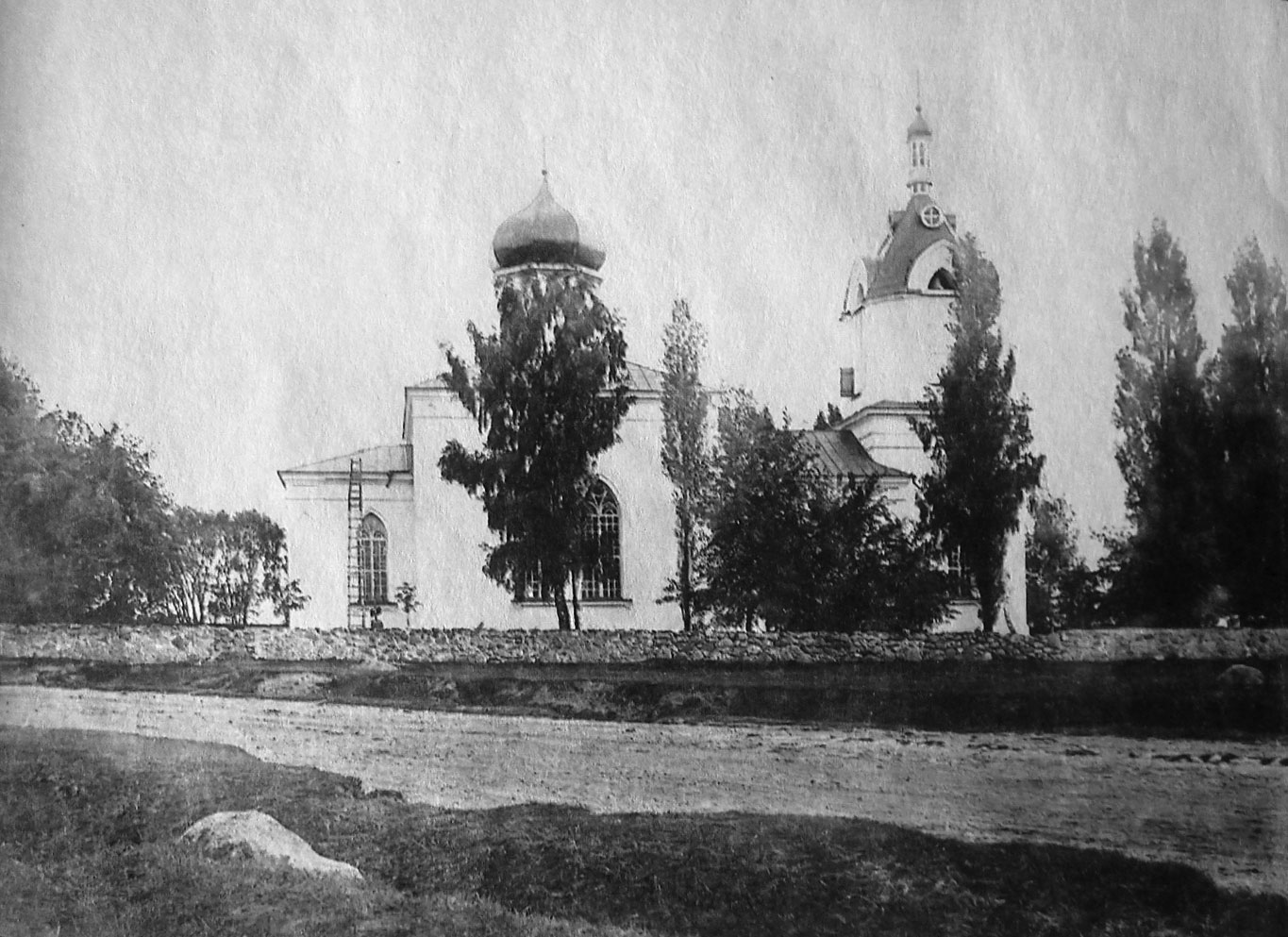
Покровская церковь. Фото начала XX века

Впервые Олекшицы упоминаются в XVI веке. Согласно административно-территориальной реформе середины XVI века местность вошла в состав Гродненского повета Трокского воеводства.
В результате третьего раздела Речи Посполитой (1795) Олекшицы оказались в составе Российской империи, в Гродненском уезде. В 1865—1871 годах в местечке возведена православная Покровская церковь. В начале XX века здесь было 50 зданий, школа и церковь.
По Рижскому мирному договору (1921 года) Олекшицы попали в состав межвоенной Польской Республики, принадлежали Волковысскому повету Белостокского воеводства.
В 1939 году Олекшицы вошли в состав БССР, с 1940 года — центр сельсовета.

## Известные люди
Игнатий Массальский (ок. 1727—1794) — епископ виленский, родился в Олекшицах.